# Calle San Miguel (Torremolinos)
La calle San Miguel est une rue de Torremolinos en Espagne. Elle est la rue piétonne la plus fréquentée de la ville et est considérée comme l’une des plus fréquentées d'Europe.
La calle San Miguel est l'axe commercial par excellence de la ville et de sa principale zone touristique. À la fin de cette rue direction la mer Méditerranée se trouve la Torre de los Molinos qui donne son nom à la commune et à l'église de San Miguel datant du XVIIIe siècle.
La gare de Torremolinos se situe près de cette rue commerçante et touristique.